# 삽주
삽주(Atractylodes japonica)는 국화과에 속하는 여러해살이풀이다.
한국·중국·일본 등지에 분포하며 산지에서 자란다. 높이는 30-100cm에 달한다. 뿌리는 굵고 마디가 있으며 줄기 뒷부분에서 많은 가지가 갈라진다. 뿌리잎과 밑부분의 잎은 꽃이 필 때쯤 떨어진다. 밑부분의 잎은 3-8cm 정도로 길다. 윗부분의 잎은 길이 8-11cm의 타원형 또는 도란형으로서 갈라지지 않으며 잎자루가 거의 없다.
꽃은 7월부터 10월 사이에 백색으로 피며 암수딴그루이고 두화(頭花)가 줄기 끝에 1개씩 달린다. 포엽은 2줄로 달리는데 꽃과 길이가 같고 2회 깃 모양으로 갈라진다. 총포는 길이 17mm의 종 모양이며 포편 7-8주로 배열한다. 열매는 수과이며 갈색의 관모가 있다. 어린순은 나물로 먹는다. 생약의 창출·백출은 뿌리줄기를 말린 것으로 한방에서는 방향성 건위제, 발한, 이뇨제, 위 안에 고인물, 콩팥 기능의 위축으로 오줌이 잦거나 적어진데 사용한다. 또한 민간에서는 혈압을 낮추는 데 이용한다.